# Чёрная (река, впадает в Исетское озеро)
Чёрная (в верховье — Больша́я Чёрная) — река на Среднем Урале, протекающая в Невьянском муниципальном округе и городском округе Верхняя Пышма Свердловской области России.

## География
Река Чёрная протекает в горно-лесистой части восточного склона Среднего Урала с запада на восток и впадает в Исетское озеро. Длина реки Чёрной вместе с Большой Чёрной — 30 км. Площадь водосбора — 266 км². Река является малой по величине.

### Населённые пункты
На реке Чёрной (вместе с Большой Чёрной) расположены посёлки Аять и Сагра.

### Притоки
Притоки реки Чёрной (вместе с Большой Чёрной) от устья:
- Полднёвка (правый);
- Малая Чёрная (правый, 11 км от устья)[3];
- Сагра (левый);
- Кырман (правый);
- Смородинка (правый).

### Русло
Река начинается небольшим ручейком в глухом елово-берёзовом лесу, в юго-западной части Невьянского района и одноимённого муниципального округа. В тех же краях проходит водораздел Уральских гор. В верховье река имеет название Большая Чёрная. Сначала река течёт с юга на север, но буквально через 2-3 километра от истока постепенно искривляет направление на восток, а ещё через 2-3 километра поворачивает на юг. Здесь она принимает первые притоки, среди которых река Смородинка и несколько безымянных ручьёв. Далее река постепенно выравнивает направление на восток и в окрестностях горы Кобылья Голова принимает правый приток — реку Кырман. Приблизительно через 3 километра от устья Кырмана Большая Чёрная проходит под железнодорожным мостом ветки Нижний Тагил — Екатеринбург, расположенном в 1 километре от станции Аять.
Здесь, к северо-западу и северу от посёлка Аять, на Черновском болоте, расположен торфяник, а река уходит в искусственное русло в виде каналов. Обогнув Аять с севера, возле остановочного пункта 472 км железной дороги река Большая Чёрная принимает последний левый приток — реку Сагру, после чего сливается с Малой Чёрной в единую реку Чёрную.
Далее река Чёрная становится извилистой, пересекает границу двух административно-территориальных единиц Свердловской области: Невьянского района и города Верхней Пышмы. Данная граница одновременно является границей между двумя муниципальными образованиями: Невьянским муниципальным округом и городским округом Верхняя Пышма. Проходя через небольшой лес, Чёрная с запада на восток протекает через посёлок Сагра, отделяя от основной части посёлка по левый берег реки железную дорогу и остановочный пункт Сагра, находящиеся на правом берегу Чёрной.
Протекая рядом с железной дорогой, вскоре река от неё увиливает и приблизительно в 2,5—3 км от Сагры пересекается с автодорогой, ведущей в посёлок из Исети. Через реку в этом месте построен мост. Примерно в 1,5—2 км от данного моста река впадает в северо-западную часть Исетского озера. В устье реки на озере образуется крупный залив.

## Данные водного реестра
По данным государственного водного реестра России, река Чёрная относится к Иртышскому бассейновому округу, речному бассейну Иртыша, речному подбассейну Тобола. Водохозяйственный участок — Исеть от истока до Екатеринбурга.
Код объекта в государственном водном реестре — 14010500512111200002691.